# Iohexol
Iohexol ist ein Gemisch von mehreren isomeren chemischen Verbindungen, die zu den Halogenaromaten und Polyolen zählen.

## Gewinnung und Darstellung
Iohexol kann durch eine mehrstufige Synthese dargestellt werden. Der letzte Schritt ist dabei eine N-Alkylierung, bei dem 5-(Acetamido)-N,N'-bis(2,3-dihydroxypropyl)-2,4,6-triiodisophtalamid in flüssiger Phase mit einem Alkylierungsmittel umgesetzt wird, um die 2,3-Dihydroxypropylgruppe am Stickstoff der 5-Acetamidgruppe einzuführen.

## Eigenschaften
Iohexol ist ein brennbares, schwer entzündbares, lichtempfindliches, hygroskopisches, weißes Pulver, das sehr gut wasserlöslich ist.

## Verwendung
Es wird in der Medizin unter dem Handelsnamen Omnipaque® als iodhaltiges Kontrastmittel eingesetzt. Intravenös verabreicht dient Iohexol zur Darstellung von Blutgefäßen bei der Röntgenuntersuchung (Angiografie). Da der Wirkstoff vollständig über die Nieren ausgeschieden wird, eignet er sich auch zur Ausscheidungsurographie und zur Bestimmung der renalen Clearance.
Im Rahmen der COVID-19-Pandemie kam es im Jahr 2022 zu einer Verknappung von Iohexol um etwa 80 Prozent aufgrund von Lieferengpässen vor allem in der Volksrepublik China. Daraufhin wurden Überlegungen angestellt, wie das verfügbare Kontrastmittel rationeller eingesetzt werden könnte.